# كارل غوتهيلف كيند
كارل غوتهيلف كيند (بالألمانية: Carl Gotthelf Kind)‏ (و. 1801 – 1873 م) هو مهندس ألماني، توفي عن عمر يناهز 72 عاماً.